# Janez Lenassi
Janez Lenassi (Opatija, 3 juli 1927 – Piran, 26 januari 2008) was een Sloveense beeldhouwer.

## Leven en werk
Lenassi werd geboren in het Kroatische deel van Istrië. Hij volgde van 1947 tot 1951 een beeldhouwopleiding aan de kunstacademie (de Akademija za likovno umetnost in oblikovanja - ALUO) van Ljubljana, onder anderen bij Peter Loboda. Van 1957 tot 1959 was hij tekenleraar aan een basisschool in Ljubljana.
Lenassi startte zijn carrière als figuratief beeldhouwer, daarin beïnvloed door Sloveense beeldhouwers als Boris Kalin, maar ging steeds abstracter werken.
In 1982 werd Lenassi benoemd tot hoofddocent aan de kunstacademie van Ljubljana. Van 1985 tot 1989 was hij de voorzitter van de Joegoslavische kunstenaarsbond en van 1987 tot 1989 voorzitter van de Sloveense kunstenaarsbond. Van 1986 tot 1996 was hij regelmatig docent aan de internationale zomeracademie van Salzburg.

## Symposion Europäischer Bildhauer
In 1959 behoorde hij, als steenbeeldhouwer, tot de eerste deelnemers aan het door de Oostenrijkse beeldhouwer Karl Prantl georganiseerde "Symposion Europäischer Bildhauer" in Sankt Margarethen im Burgenland. Gedurende 3 maanden schiepen elf steenbeeldhouwers, uit acht landen afkomstig, beeldhouwwerken, die ook ter plekke werden tentoongesteld. Het door Lenassi gemaakte beeld werd in 1964 aangekocht voor de Wiener Internationale Gartenschau 1964 in het Donaupark in Wenen. Het symposium van 1959 geldt als het startpunt voor de talrijke beeldhouwersymposia die in Europa, Amerika en Azië nog zouden volgen.
In 1961 organiseerden Lenassi en Jakob Savinšek soortgelijke symposia in de Slovaanse steden Kostanjevica na Krki en Portorož onder de naam "Forma Viva", waaraan onder anderen door de Zwitserse beeldhouwer Silvio Mattioli werd deelgenomen. Het symposium in Kostanjevica wordt nog ieder jaar gehouden. In 2007 werd het symposium opgedragen aan Lenassi, naar aanleiding van diens tachtigste verjaardag.

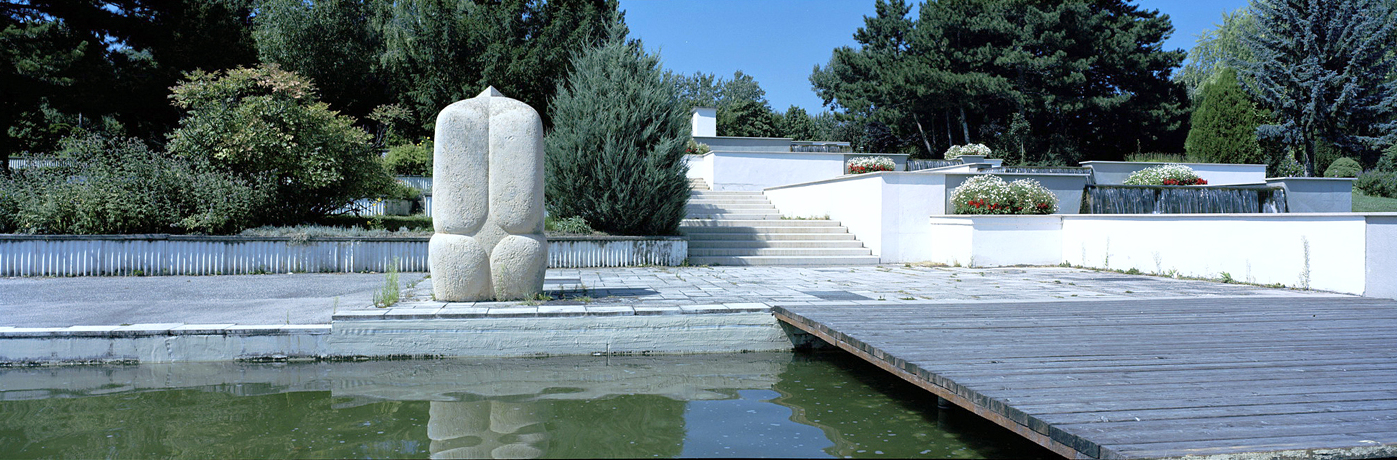
Abstrakte Komposition (1959), Donaupark in Wenen

## Beeldhouwersymposia (selectie)
- Symposion Europäischer Bildhauer in 1959, 1966 en 1972
- Bildhauersymposion Kaisersteinbruch bij Kirchheim (Neder-Franken)
- Forma Viva Portorož in 1961
- Forma Viva Kostanjevica in 1961, 1962, 1985, 1991, 1995 en 2007
- International Steinhauer-Symposion Kaiserslautern in 1987
- Internationales Bildhauersymposion Formen für Europa – Formen aus Stein in Syke (Nedersaksen) 1991

## Fotogalerij

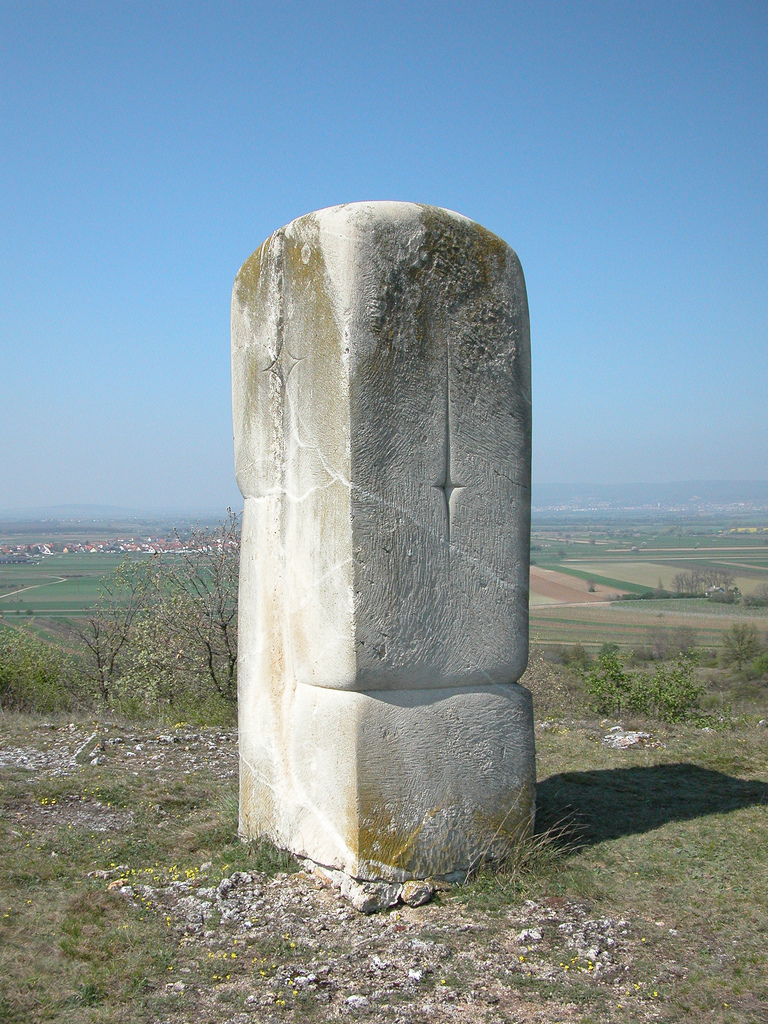
sculptuur (1966) in Sankt Margarethen im Burgenland
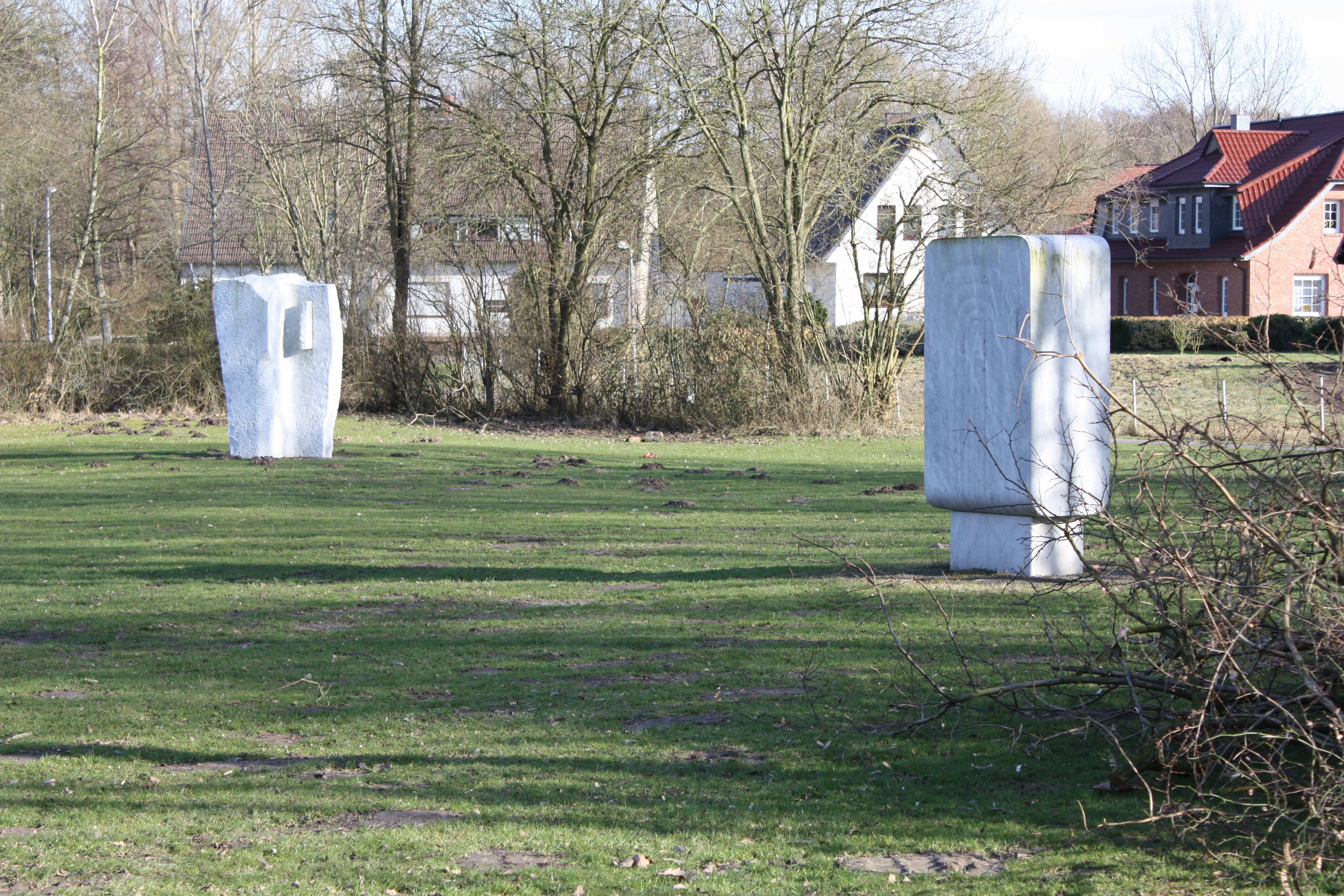
Rechts: Ohne Titel (1991) in Syke